# Niños en crecimiento
Niños en crecimiento (大きくなる子 Ōkiku naru Ko?, lit.: «Los niños que crecen») fue un programa infantil japonés de educación holística transmitido entre el 7 de abril de 1959 y el 18 de marzo de 1988, a través de la cadena educativa pública NHK E, que consiste en un espectáculo de marionetas. La penúltima temporada fue emitida, doblada al español, en varios países hispanoamericanos desde finales de la década de 1980.
La serie fue originalmente creada para espectadores de primer y segundo año de las escuelas de educación primaria de Japón, enseñándoles aspectos como la moral y la vida dentro de las escuelas. La serie, producida por Studio Nova, tuvo catorce temporadas, cada una basada en un personaje central que daba el subtítulo a cada serie.
Algunos capítulos de la penúltima temporada (Tora no Daisuke (トラのだいすけ?  lit.: «El tigre Daisuke», en Hispanoamérica: «El tigre Andrés»)) —transmitida originalmente en Japón entre el 13 de abril de 1984 y el 4 de abril de 1986 con un total de 39 capítulos—, que contaba las aventuras de cinco niños que estudiaban en la Escuela del Cabo, fue emitida en varios canales estatales de Hispanoamérica en los años 1980 y 1990.
Durante la década de 2010, dos capturas de pantalla de esta serie (una de ellas manipulada digitalmente) con el personaje Pedro (Kento en el original japonés) se convirtieron en memes populares en internet, primero en países hispanoparlantes y luego en el resto del mundo, uno de los cuales se usó en videos como "We Interrupt This Broadcast" de la serie web SMG4.[cita requerida]

## Personajes[3][4]

### Tora no Daisuke
| Nombre                            | Nombre en español (animal) | Actividad                                                     | Voz en japonés   | Voz en español   |
| --------------------------------- | -------------------------- | ------------------------------------------------------------- | ---------------- | ---------------- |
| Mimi-sensei (みみせんせい?)       | Maestra Yolanda (coneja)   | Profesora de la Escuela del Cabo                              | Reiko Tajima     | Talía Marcela    |
| Gigi Kento (ぎぎ けんと?)         | Pedro (mono)               | Estudiante de la Escuela del Cabo, y protagonista de la serie | Kazuko Sugiyama  | Maru Guzmán      |
| Kurisu Kozue (くりす こずえ?)     | Mariana (ardilla)          | Estudiante de la Escuela del Cabo                             | Makoto Kōsaka    | Gaby Willer      |
| Kage Asuka (かげ あすか?)         | Anita (cervatilla)         | Estudiante de la Escuela del Cabo                             | Rumiko Ukai      | Patricia Acevedo |
| Narumi Daisuke (なるみ だいすけ?) | Andrés (tigre)             | Estudiante de la Escuela del Cabo                             | Junko Hori       | Rocío Garcel     |
| Harada Yūji (はらだ ゆうじ?)      | Julio (tejón)              | Estudiante de la Escuela del Cabo                             | Yoshiko Yamamoto | Sylvia Garcel    |
| Gen-jii-san (げんじいさん?)       | Don Pancho (oso)           | Pescador                                                      | Osamu Kobayashi  | Narciso Busquets |
| Yagi no yūbin-ya (ヤギの郵便屋)   | Don Ramón (cabra)          | Cartero                                                       | Taro Satoshi     | Álvaro Tarcicio  |

## Transmisión en Hispanoamérica
- TV Boliviana
- Cadena 3 / Canal 3 / Señal Colombia
- Imevisión y Canal Once del Instituto Politécnico Nacional
- IRTP / TNP / TV Perú
- Radio Televisión Dominicana
- Canal 10 (TVES)
- Canal 13 (Costa Rica)

## Lista de capítulos

### Tora no Daisuke
1. Mucho gusto
2. Los crayones desgastados
3. Un solo zapato lustrado
4. El castillo de arena destruido
5. El buzón caído
6. Las lágrimas de la maestra
7. ¡Bravo, Pedro! Pudiste hacerlo
8. Una excursión arruinada
9. Demasiados compromisos
10. Que bueno es ser amable
11. Yo no fui el verdadero culpable
12. Quién es más valiente
13. El árbol de los esfuerzos
14. Sí, me vengué, pero…
15. El amor filial